# Vineuil-Saint-Firmin
Vineuil-Saint-Firmin település Franciaországban, Oise megyében. Lakosainak száma 1399 fő (2022. január 1.). Vineuil-Saint-Firmin Apremont, Avilly-Saint-Léonard, Chantilly, Courteuil és Saint-Maximin községekkel határos.

## Népesség
A település népessége az elmúlt években az alábbi módon változott:
| Lakosok száma | 1397 | 1369 | 1407 | 1413 | 1408 | 1402 | 1397 | 1383 | 1399 |
|               | 2013 | 2015 | 2016 | 2017 | 2018 | 2019 | 2020 | 2021 | 2022 |